# 藤生喜代美
藤生 喜代美（ふじう きよみ、1982年5月2日- ）は、バスケットボール選手。血液型はAB型。身長166cmで体重は58kg。出身地は群馬県。既婚。

## 来歴
足羽高校で同期の畑恵里子らとともに全国大会に出場。
卒業後、シャンソン化粧品に入社。主力として活躍しタイトルも獲得。
2009年退社、地元に戻りクラブチームに所属。国体にも出場した。
2010年、早稲田大学に入学しバスケットボール部に所属、2年次の2011年にはインカレ初優勝に貢献した。
2011年には中国女子バスケットボールリーグの遼寧省衝業とプレイオフ期間のみ契約。
3年次の2012年度からは学生コーチ専任。ヘッドコーチの萩原美樹子不在時の試合ではチームの指揮を取った。2016年よりヘッドコーチ。

## 経歴
- 笠懸東小学校 - 笠懸南中学校 - 足羽高校 - シャンソン化粧品（2001年〜2009年） - スバルクラブ - 早稲田大学（2010年〜2012年）

## 参照
1. ↑  http://www.waseda-basketball.com/01_roster_06_wstaff.html